# Уинн, Дэвид
Дэвид Уинн (англ. David Wynne, 25 мая 1926 — 4 сентября 2014) — британский скульптор, офицер Ордена Британской империи.
Родился в Линдхёрсте, Хэмпшир, в семье командующего Чарлза Эдварда Уинна и Миллисент Уинн (в девичестве Бейтс). В 1959 году женился на Джиллиан Грант, дочери писательницы Джоан Грант. От этого брака имеет двоих сыновей: Эда Уинна и Роли Уинна. Оба получили известность как участники психоделической рок-группы Ozric Tentacles.
В 1994 году Дэвид Уинн получил Орден Британской империи.

## Работы
Портреты
- Чарльз, принц Уэльский
- Фред Перри — Centre Court, Wimbledon
- Джоан Баэз
- Джон Гилгуд
- Оскар Кокошка (1965)
- Queen Elizabeth II
- The Beatles
- Томас Бичем (1947) — Festival Hall
- Иегуди Менухин

Книги
- Sculpture of David Wynne, 1968-74 Publisher: Phaidon Press (1974)